# A Pequena Órfã (filme)
A Pequena Órfã é um filme de drama brasileiro de 1973,dirigido por Clery Cunha. O roteiro é uma adaptação de Cunha da telenovela homônima de autoria de Teixeira Filho. Os atores Patrícia Ayres e Dionisio Azevedo protagonizam o filme e repetem os personagens que interpretaram na telenovela. O cantor Noite Ilustrada faz parte do elenco e canta "Meu tempo de criança" de Ataulfo Alves. Nininha Rocha canta a música-tema.

## Elenco
- Dionísio Azevedo...Velho Gui
- Patrícia Ayres...Toquinho / Maria Clara
- Vida Alves...Elza
- Magrit Siebert...Maria Clara
- Noite Ilustrada...Mercadoria
- Percy Aires...Dr. Herculano (participação especial)
- Xandó Batista...Vicente (participação especial)
- Walter Paulo Vieira (participação especial)
- Tuska
- Maria Viana
- Noely Mendes
- Rita Ayres
- Barbara Ayres
- Jesse James (ator convidado)
- Carlos Franco (ator convidado)

## Sinopse
Uma menina abandonada aparece num bairro de São Paulo (na verdade Embu das Artes) e é acolhida pelo ancião bondoso conhecido por "Velho Gui". Ela não diz seu nome então o Velho Gui a apelida de "Toquinho". Não demora aparece Elza, dizendo ser a mãe da menina, o que Toquinho nega e ainda acusa a mulher de lhe forçar a pedir esmolas. O Velho Gui e o bêbado Mercadoria tentam evitar que Elza fique com a criança, mas a polícia os força a entregá-la à mulher. Mas o Velho Gui não desiste de provar que Elza é maldosa e tenta descobrir um casal adequado para ficar com Toquinho.